# Communard
Een Communard is een deelnemer aan de Commune van Parijs (1871). De inwoners van Parijs kwamen op 18 maart 1871 in opstand en voerden een systeem van directe democratie in. Deze Commune van Parijs zou 72 dagen duren en werd in bloed gesmoord. Er is in Parijs plein vernoemd naar Louise Michel, het boegbeeld van de ‘communards'.